# Вестибюль отеля
«Вестибюль отеля» (англ. Hotel Lobby) — картина американского художника-реалиста Эдварда Хоппера, написанная в 1943 году. Хранится в коллекции Художественного музея Индианаполиса (IMA) в штате Индиана, США.

## Описание
На картине изображены две женщины и мужчина в вестибюле отеля. Справа — женщина со светлыми волосами и синим платьем, сидящая со скрещенными ногами и читающая книгу. Слева сидит пожилая женщина в красном платье, пальто и шляпе. Рядом с ней стоит мужчина в костюме, с перекинутым через руку плащом. На левой стене, над женщиной, изображена пейзажная живопись в рамке. Клерк за стойкой регистрации едва виден в тени.

## История
Вестибюль отеля — это визитная карточка творчества Хоппера, отражающая его классические темы отчуждения и лаконичности. Семья Хопперов часто путешествовала, останавливаясь во многих мотелях и отелях. Это одна из двух работ, где изображена гостиница, другая — «Окно отеля» (1955). Считается, что пожилая пара изображает Хоппера и его жену, в то время, когда им было 60 лет. Гости отеля написаны как «путешествующие и отстраненные во времени», отражающие стоическое и драматическое чувство, напоминающее о фильмах-нуар, которые мог видеть Хоппер, и сложную структуру и ощущение работ Эдгара Дега. В картине использованы резкие светлые и жесткие линии, создающие «тщательно сконструированную» некомфортную обстановку. Возвышенное и театральное значение картины, возможно, происходит из любви Хоппера к бродвейскому театру.

### Этюды
Перед созданием картины Хоппер нарисовал десять этюдов, которые сейчас хранятся в коллекции Музея американского искусства Уитни, в подарок своей жене Джозефин. Девять из десяти этюдов описаны как:
- Считается, что первый этюд был выполнен, в то время как Хоппер в холле гостиницы наблюдал за двумя сидящими людьми, разделенными лампой и столом. На стене есть занавеска, стойка регистрации и картина на стене с лестничным колодцем и перилами слева.
- На втором этюде отсутствует стол и лампа, но на стене висит вторая картина, отделенная от другой бра и фигурой человека.
- Третий этюд изображает лестничный колодец на заднем плане. Мужчина стоит в открытом дверном проеме слева от лестницы, а слева от дверного проема сидит женщина.
- Четвертый этюд: лестница смещена с тремя людьми влево, две сидящие фигуры рядом с стоящим мужчиной. Задний дверной проем занавешен, на стойке регистрации показаны колонны, потолок, кажется, балочный, на стене висит вторая картини.
- Пятый этюд: двухсторонний. На одной стороне набросок схемы комнаты. На другой — изображена комната с детально прорисованной вращающейся дверью и единственной картиной на стене. Колонны на стойке регистрации также детализированы.
- На шестом этюде отсутствует сидящая женщина слева. Три оставшиеся фигуры прорисованы более подробно. Фигуры и лифт находятся в своих финальных местах.
- На седьмом этюде вновь показана четвертая фигура. Потолок, письменный стол, карусельная дверь, дверной проём с завесой и лифт имеют большую детализацию. Пара также, кажется, ведет разговор.
- Восьмой этюд показывает детально прорисованную одежду и руки пожилой женщины.
- Девятый этюд — это частичный набросок читающей молодой женщины. До этого наброска другой сидячей фигурой был мужчина[2].

Эти исследования показывают, что пожилая пара общается только для того, чтобы прекратить разговор в финальной картине, а читающий мужчина заменяется светловолосой девушкой, читающей в финальной картине. Моделью для обеих женщин на картине послужила жена художника Джозефина. Кстати, став его женой в 1920 году она настояла на том, впредь будет моделью для всех его женских фигур.
За основу шубы пожилой женщины, взята шуба, принадлежавшая жене Хоппера, которую она часто носила для приемов. Красное платье пожилой женщины (которое Джо в своем дневнике описала как «коралл») означает гнев и экстраверсию, в то время как голубое платье молодой девушки символизирует молодость и дистанцию. Во всех зарисовках Хоппера официант отсутствует до финального варианта картины. Рентген-анализ картины показал, что Хоппер практически не вносил изменении. Большинство корректировок связано в положение головы молодой женщины и контуры некоторых темно-синих областей.
Хоппер был известен тем, что в качестве мужских фигур иногда брал себя, как и в «Полуночниках», и возможно, поступил также и с образом мужчины в этой картине.
Вестибюль отеля, одна из немногих картин Хоппера, в которой отсутствуют окна, и свет льётся с слева со стороны вращающейся двери и сверху от потолочных балок.

## Критика
В 1945 году за Вестибюль отеля Хоппер был награжден медалью искусств Логана и гонораром в 500 долларов. В состав жюри входили Джулиана Форс, тогдашний директор музея Уитни, а также художники Рафаэль Сойер и Реджинальд Марш.
Чикагский критик Си Джей Булиет заявил, что «мистер Хоппер стал немного ленив в воплощении своей превосходной формулы. Вестибюль отеля — типичный Хоппер, но Хоппер, который что-то потерял». Это произведение было сравнено с более ранней работой Хоппера «Летний интерьер» (1909), которая стала основоположницей его фирменного стиля: интимная обстановка, простые линии и геометрия, ровное использование цвета и унылый свет.

## В массовой культуре
В 1996 году картина была использована в качестве обложки для книги «Отель Парадайз» Марты Граймс. Картина также фигурирует в книге «Границы города: преступность, культура потребления и городской опыт» Кейта Хейворда.

## Рекомендации
1. 1 2 3 4 5  Hotel Lobby. Collections. Indianapolis Museum of Art. Дата обращения: 14 апреля 2010. Архивировано 3 апреля 2010 года.
2. 1 2 3 4  Warkel, Harriet G. (Harriet Garcia), 1942-. Paper to paint : Edward Hopper's Hotel lobby. — Indianapolis, IN: Indianapolis Museum of Art, 2008. — 59 pages с. — ISBN 9780936260846, 093626084X.
3. ↑  Joel; Meyerowitz. Artists' Panel (неопр.) // Art Journal[англ.]. — College Art Association[англ.], 1981. — Т. 41, № 2. — С. 151—153.
4. ↑  Indianapolis Museum of Art (неопр.) // Indianapolis Monthly[англ.]. — Emmis Communications[англ.], 2008. — № September. — С. 170.
5. ↑  Julie Cope Saetre (28 августа 2008). Fame is no cure for fear, Hopper exhibit shows. Indy.com. Архивировано 24 июля 2011. Дата обращения: 14 апреля 2011.
6. ↑  Richard; Elovich. London. Edward Hopper (неопр.) // The Burlington Magazine[англ.]. — The Burlington Magazine Publications, Inc., 1981. — Т. 123, № 935. — С. 111.
7. 1 2 3  Levin, Gail, 1948-. Edward Hopper : an intimate biography. — 1st ed. — New York: Knopf, 1995. — xvii, 678 pages с. — ISBN 0394546644, 9780394546643, 0520214757, 9780520214750. Архивировано 12 мая 2022 года.
8. 1 2  Gail; Levin. Edward Hopper's "Nighthawks", Surrealism, and the War (англ.) // Art Institute of Chicago Museum Studies : journal. — Art Institute of Chicago, 1996. — Vol. 22, no. 2. — P. 195.
9. ↑  Martha Grimes. Hotel Paradise. — New York : Knopf : Distributed by Random House, 1996. — 376 с. — ISBN 978-0-679-44187-8.
10. ↑  Keith J. Hayward. City limits: crime, consumer culture and the urban experience. — London: GlassHouse, 2004. — 248 с. — ISBN 978-1-904385-03-5.